# Bom Sucesso (Paraná)
Bom Sucesso  este un oraș în Paraná (PR), Brazilia.